# 타이 라이온 에어의 운항 노선
2020년 4월을 기준으로, 타이 라이온 에어는 다음의 노선을 운항 중이다.

## 운항 노선

### 아시아

#### 동아시아
- 중화인민공화국
  - 광저우 - 광저우 바이윈 국제공항
  - 난징 - 난징 루커우 국제공항
  - 난창 - 난창 창베이 국제공항
  - 닝보 - 닝보 리스 국제공항
  - 상하이 - 상하이 푸동 국제공항
  - 선전 - 선전 바오안 국제공항
  - 시안 - 시안 셴양 국제공항
  - 우한 - 우한 톈허 국제공항
  - 정저우 - 정저우 신정 국제공항
  - 지난 - 지난 야오창 국제공항
  - 창사 - 창사 황화 국제공항
  - 창저우 - 창저우 번뉴 국제공항
  - 청두 - 청두 솽류 국제공항
  - 충칭 - 충칭 장베이 국제공항
  - 쿤밍 - 쿤밍 창슈이 국제공항
  - 톈진 - 톈진 빈하이 국제공항
  - 타이위안 - 타이위안 우수 국제공항 전세편
  - 하이커우 - 하이커우 메이란 국제공항
  - 항저우 - 항저우 샤오산 국제공항
  - 허페이 - 허페이 신차오 국제공항
- 일본
  - 도쿄 - 나리타 국제공항
  - 나고야 - 중부 국제공항
  - 오사카 - 간사이 국제공항
  - 후쿠오카 - 후쿠오카 공항
- 중화민국
  - 타이베이 - 타이완 타오위안 국제공항

#### 동남아시아
- 미얀마
  - 양곤 - 양곤 국제공항
- 베트남
  - 하노이 - 노이바이 국제공항
- 싱가포르
  - 싱가포르 - 싱가포르 창이 국제공항
- 인도네시아
  - 자카르타 - 수카르노 하타 국제공항
  - 덴파사르 - 응우라라이 국제공항
- 캄보디아
  - 씨엠립 - 씨엠립 국제공항
- 태국
  - 방콕 - 돈므앙 국제공항 허브
  - 콘깬 - 콘깬 공항
  - 끄라비 - 끄라비 국제공항
  - 나콘시탐마랏 - 나콘시탐마랏 공항
  - 뜨랑 - 뜨랑 공항
  - 수랏타니 - 수랏타니 공항
  - 우돈타니 - 우돈타니 국제공항
  - 우본라차타니 - 우본라차타니 공항
  - 치앙라이 - 치앙라이 국제공항
  - 치앙마이 - 치앙마이 국제공항 허브
  - 파타야 - 우타파오 국제공항
  - 푸켓 - 푸켓 국제공항
  - 핏사눌록 - 핏사눌록 공항
  - 핫야이 - 핫야이 국제공항
- 필리핀
  - 마닐라 - 니노이 아키노 국제공항

#### 남아시아
- 네팔
  - 카트만두 - 트리부반 국제공항
- 방글라데시
  - 다카 - 샤잘랄 국제공항
- 스리랑카
  - 콜롬보 - 반다라나이케 국제공항
- 인도
  - 뭄바이 - 차트라파티 시바지 국제공항

## 단항 노선

### 아시아

#### 동남아시아
- 베트남
  - 호치민 시 - 떤선녓 국제공항
- 인도네시아
  - 메단 - 쿠알라나무 국제공항
- 태국
  - 후아힌 - 후아힌 공항